# Grenze zwischen Griechenland und Nordmazedonien

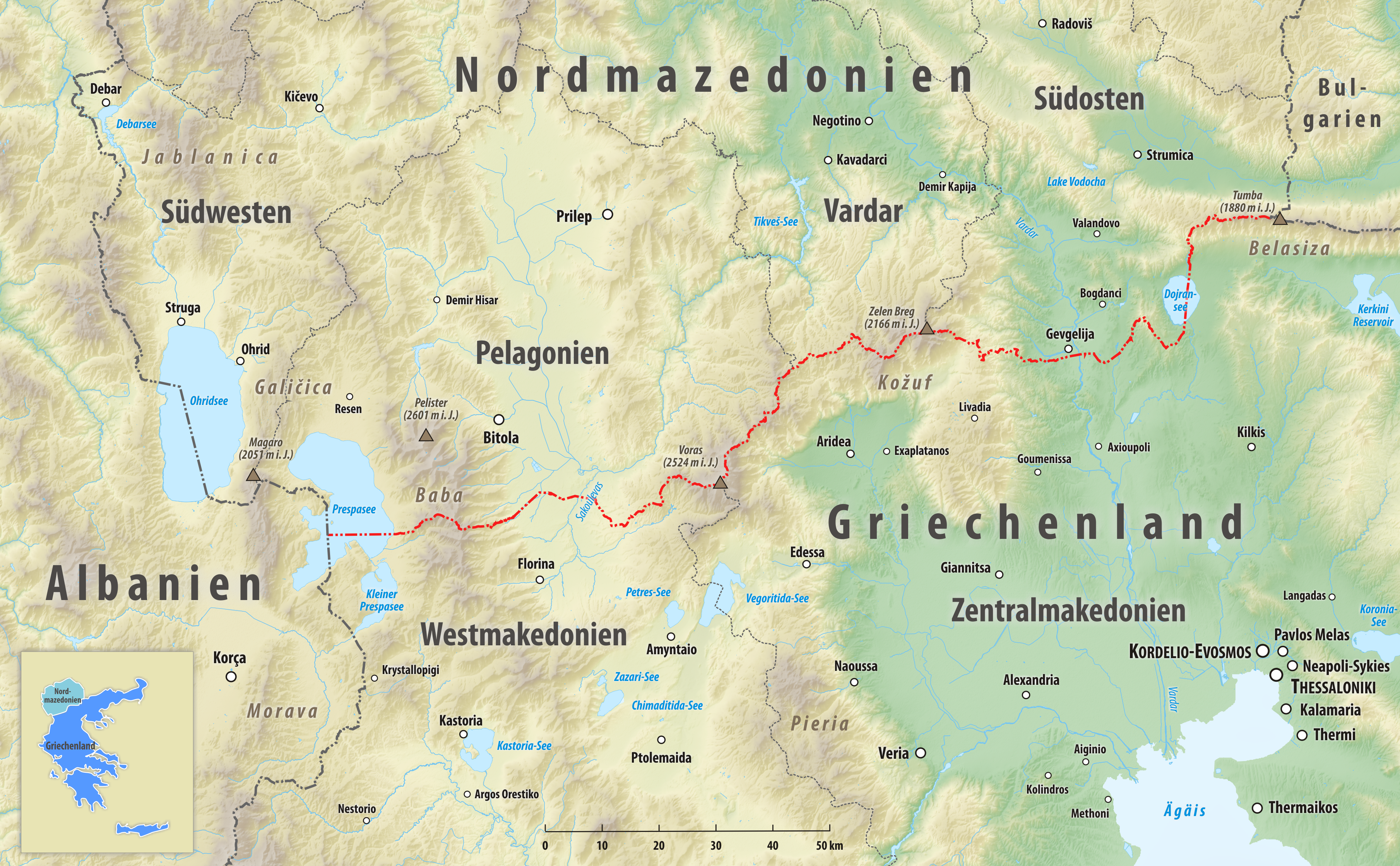
Grenzverlauf zwischen Griechenland und Nordmazedonien

Die Grenze zwischen Griechenland und Nordmazedonien ist eine 234 Kilometer oder 246 km lange Landgrenze in Südosteuropa, die seit 29. November 2015 zum Teil mit einem Grenzzaun befestigt ist. Einige Binnenseen und Flüsse befinden sich auf dem überwiegend hügeligen bzw. gebirgigen Grenzgebiet. Sie war in der Zeit von 1981 bis 1991 eine Außengrenze der EWG (Republik Griechenland) zur Sozialistischen Teilrepublik Mazedonien der Sozialistischen Föderativen Republik Jugoslawien. Seit 1991 ist es eine EWG/EG- bzw. EU-Außengrenze zur Republik Nordmazedonien. Die Grenze spielt eine große Rolle bei der Flüchtlingskrise in Europa ab 2015.

## Geschichte
Die Grenze war bis zum 8. September 1991 die Grenze Griechenlands zur Sozialistischen Föderativen Republik Jugoslawien.

## Verlauf
Die Grenze verläuft grob in West-Nordost-Richtung. Nördlich befindet sich Nordmazedonien und südlich Griechenland. Von West nach Ost befinden sich u. a. folgende Landmarken: der Prespasee, das Gebirge Kajmakčalan, der Fluss Vardar, der Dojransee und das Gebirge Belasiza.

## Dreiländerecke
Es besteht ein Dreiländereck am Prespasee (Albanien, Griechenland und Nordmazedonien). Des Weiteren besteht ein Dreiländereck im Gebirge Belasiza (Bulgarien, Griechenland und Nordmazedonien).

## Gemeinden an der Staatsgrenze (von West nach Ost)

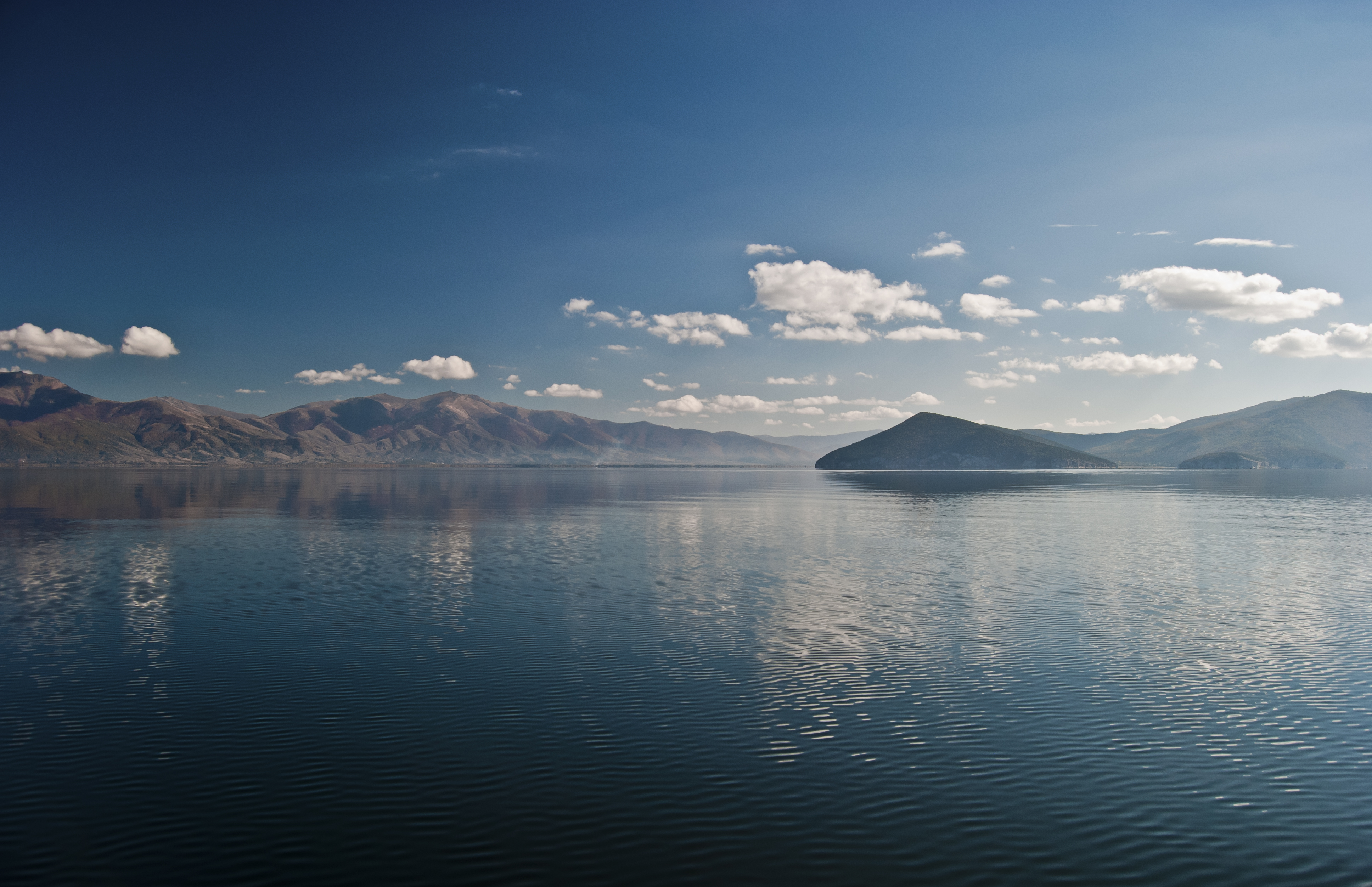
Prespa-See

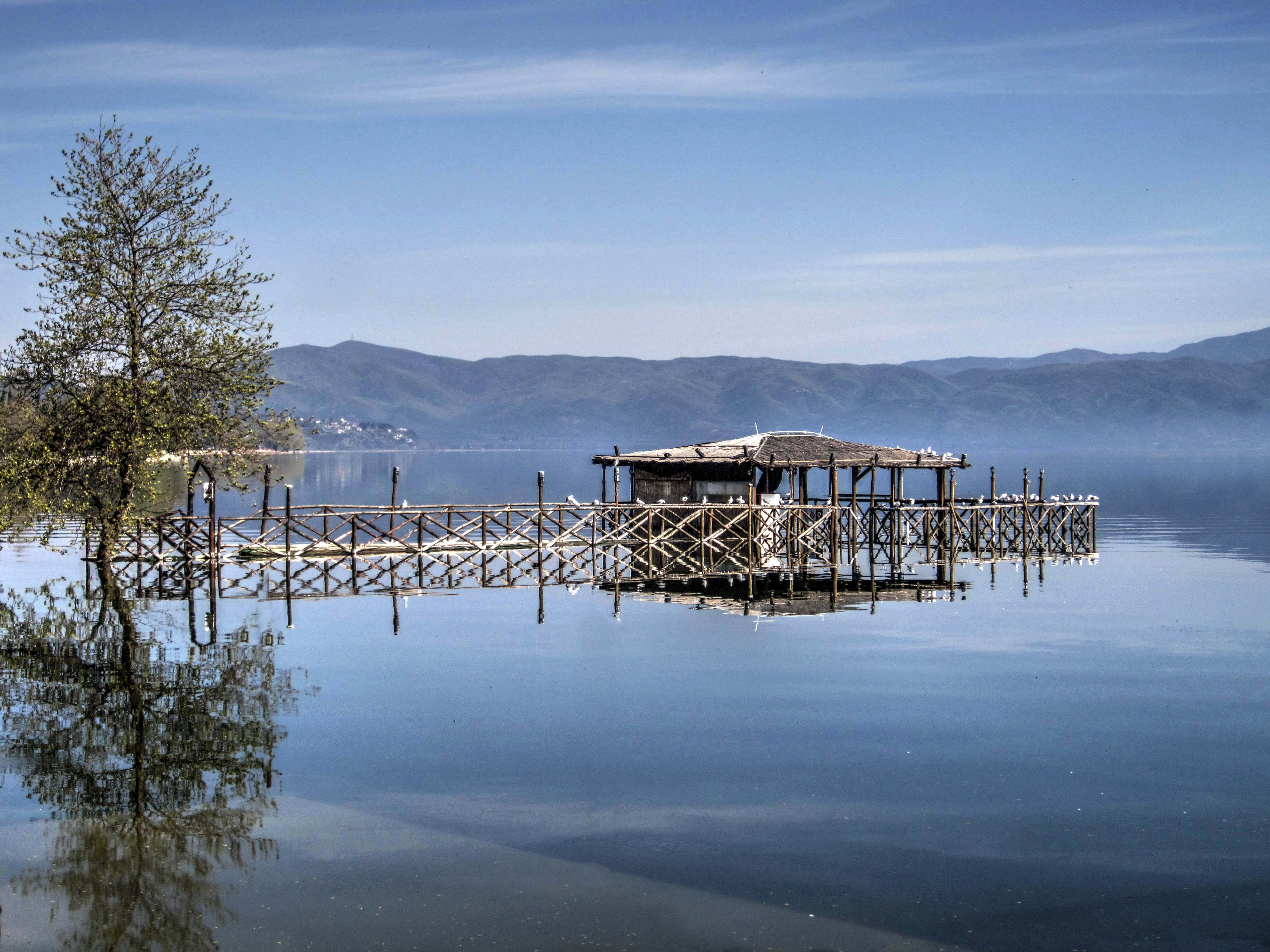
Dojransee

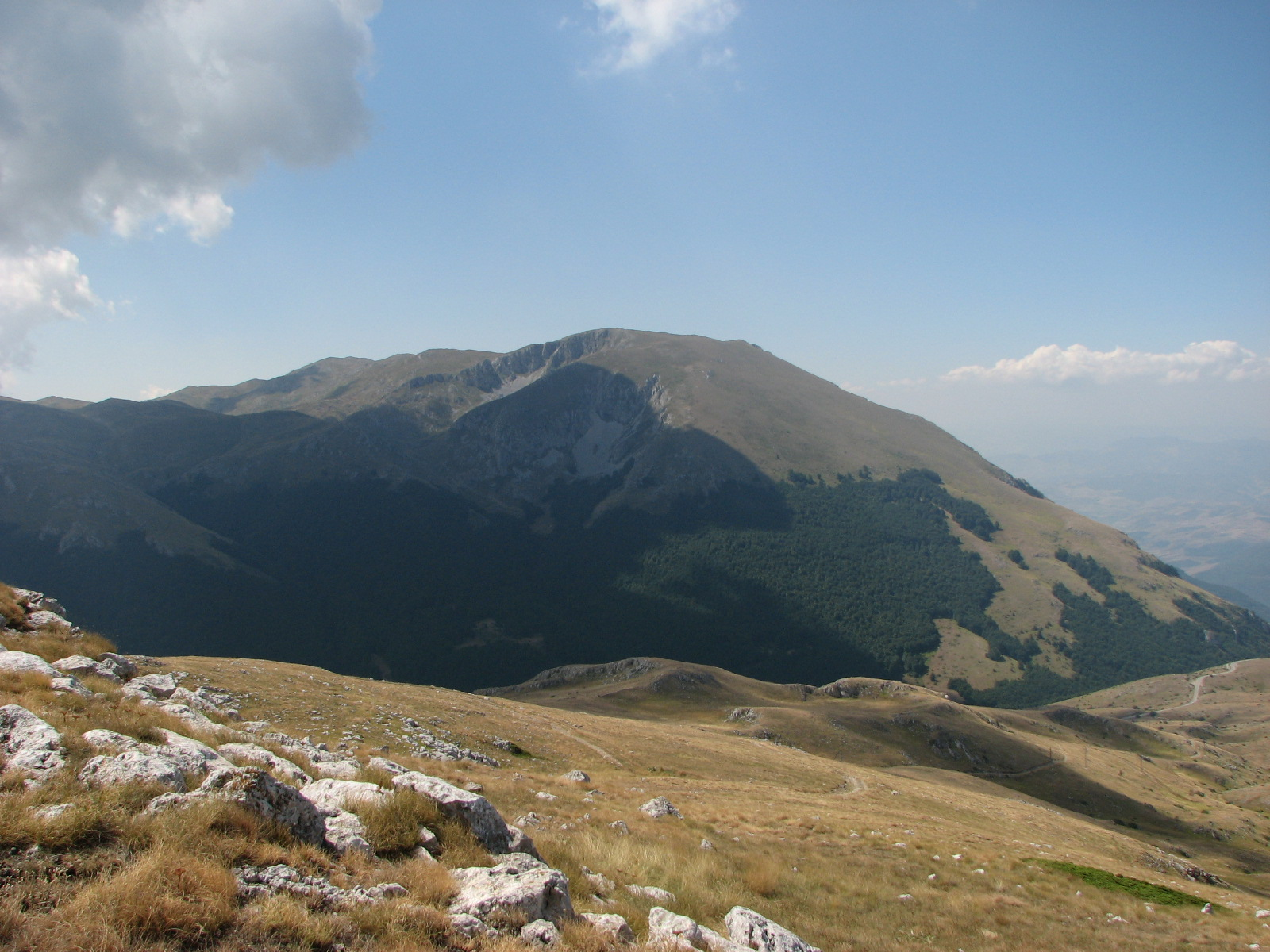
Magaro

| Albanien          |         |                 |           |                 |           |          |            |
| Westmakedonien    | Florina | Prespes         |           | P r e s p a s e |           | Resen    | Pelagonien |
| Westmakedonien    | Florina | Prespes         | B a b a   |                 |           | Resen    | Pelagonien |
| Westmakedonien    | Florina | Prespes         | Bitola    |                 |           |          | Pelagonien |
| Westmakedonien    | Florina | Florina         |           |                 |           |          | Pelagonien |
| Westmakedonien    | Florina | Novaci          |           |                 |           |          | Pelagonien |
| Zentralmakedonien | Pella   | Almopia         |           |                 |           |          | Pelagonien |
| Zentralmakedonien | Pella   | Almopia         | K o ž u f |                 | Prilep    |          | Pelagonien |
| Zentralmakedonien | Pella   | Almopia         | K o ž u f |                 | Kavadarci | Vardar   |            |
| Zentralmakedonien | Pella   | Almopia         | K o ž u f |                 | Gevgelija | Südosten |            |
| Zentralmakedonien | Kilkis  | Peonia          | K o ž u f |                 | Gevgelija | Südosten |            |
| Zentralmakedonien | Kilkis  | Peonia          | K o ž u f | Bogdanci        |           | Südosten |            |
| Zentralmakedonien | Kilkis  | Peonia          | K o ž u f | Dojran          |           | Südosten |            |
| Zentralmakedonien | Kilkis  | Kilkis          | K o ž u f |                 |           | Südosten |            |
| Zentralmakedonien | Kilkis  | D o j r a n s e |           |                 |           | Südosten |            |
| Zentralmakedonien | Kilkis  | B e l a s i z a |           |                 |           | Südosten |            |
| Zentralmakedonien | Kilkis  | Valandovo       |           |                 |           | Südosten |            |
| Zentralmakedonien | Kilkis  | Strumica        |           |                 |           | Südosten |            |
| Zentralmakedonien | Kilkis  | Novo Selo       |           |                 |           | Südosten |            |
| Zentralmakedonien | Serres  | Sindiki         |           |                 |           | Südosten |            |
| Bulgarien         |         |                 |           |                 |           |          |            |

## Flüchtlingskrise ab 2015

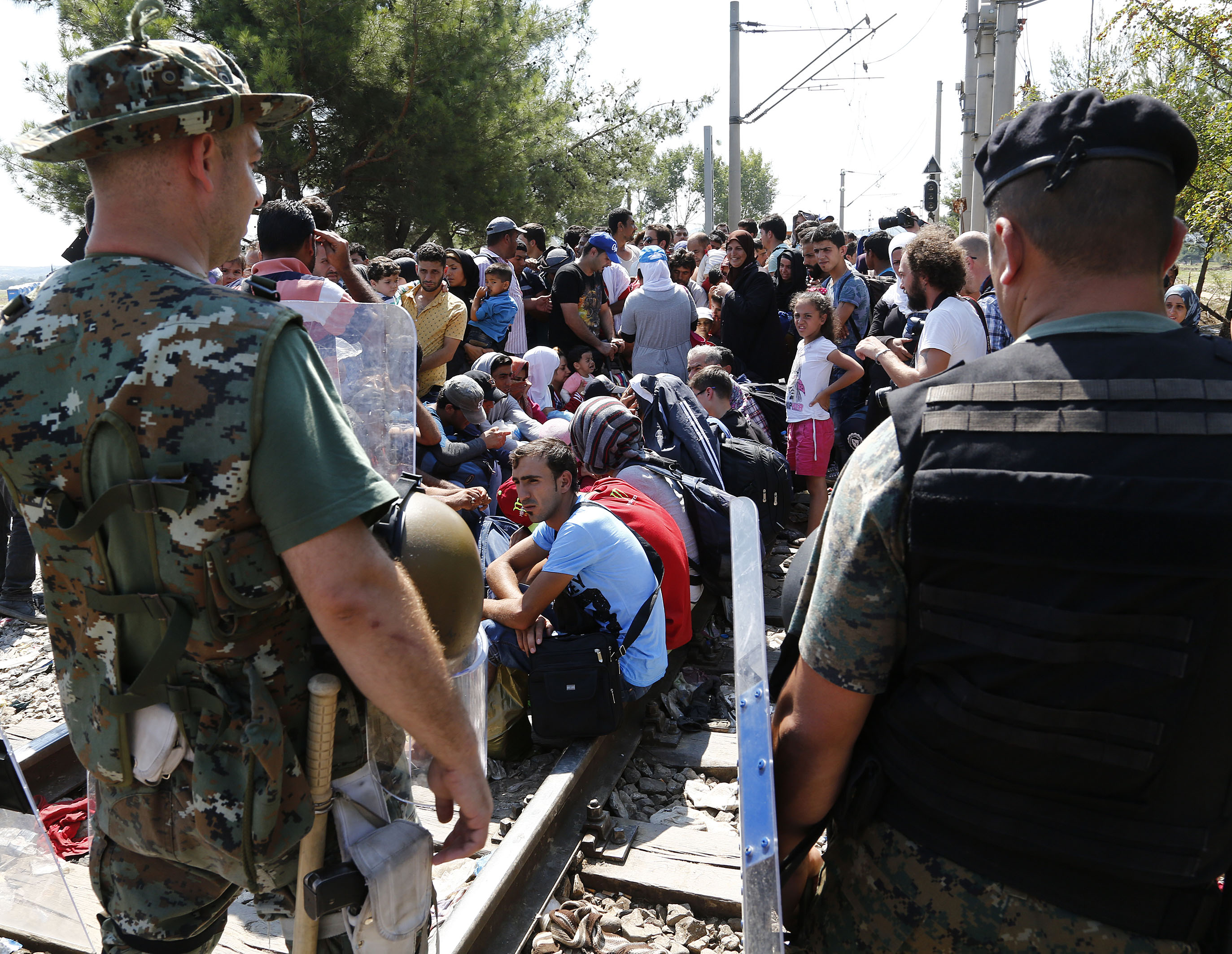
Griechisch-nordmazedonische Grenze: Grenzübergang Gevgelija, Nordmazedonien (August 2015)

Die Grenze spielt eine wichtige Station bei der Flüchtlingskrise in Europa ab 2015, da diese auf der Westbalkanroute liegt. 
Am 29. November 2015 begann das mazedonische Militär mit dem Aufbau eines 3 Meter hohen Grenzzauns an Teilen der Grenze zu Griechenland aufgrund des hohen Ansturms von Flüchtlingen. Seit Ende November 2015 kam es immer wieder zu gewalttätigen Auseinandersetzung zwischen Flüchtlingen und den mazedonischen Sicherheitsorganen.

### Eskalation ab Jahresbeginn 2016
Am 27. Januar 2016 wurde von Nordmazedonien damit begonnen, die Grenze am Eisenbahnübergang Idomeni-Gevgelija für Migranten tageweise zu schließen. Hier befindet sich der am stärksten von Flüchtlingen benutzte Grenzübergang zu Nordmazedonien an der Westbalkanroute in Richtung Nordmazedonien.
Am 22. Februar 2016 kam es am Eisenbahnübergang Idomeni-Gevgelija auf griechischer Seite erstmals zu größeren massierten Gewalttätigkeiten gegenüber mazedonischen Grenzschützern seitens der Flüchtlinge, sodass die Grenze für einige Stunden komplett geschlossen wurde.
Am 29. Februar 2016, 04:00 Uhr, wurde die Grenze erneut komplett geschlossen. Taggleich wurde seitens der Grenzschützer beim Eisenbahnübergang Idomeni-Gevgelija massiv Tränengas und Blendgranaten gegen randalierende Flüchtlinge eingesetzt, nachdem diese zu Hunderten Teile des Grenzzauns niedergerissen hatten, um auf mazedonisches Territorium zu gelangen; zu illegalen Grenzübertritten ist es jedoch aufgrund der hohen Polizei- und Militärpräsenz nicht gekommen. Es gab mindestens 15 Verletzte.
Die Europäische Union hat nach dem Vorfall einen Notfallplan für große Flüchtlingsanstürme auf Mitteleuropa ausgearbeitet.
Anfang März 2016 wurde die Zahl der wartenden Flüchtlinge an der Grenze mit 5000 über 7000 bis 10.000 angegeben.
Allein bei Idomeni campieren 10.000 Flüchtlinge. Deutschlands Außenminister Frank-Walter Steinmeier gab sich bestürzt über die Zustände an der Grenze. Am 9. März 2016 meldete die Nachrichtenagentur AP, dass die Anzahl der kampierenden Flüchtlinge bei Idomeni auf etwa 14.000 Personen angestiegen ist. Ab 24. Mai 2016 wurde von rund 1400 Polizisten begonnen, das komplette Lager mit geschätzten 9000 Personen zu räumen. Die Flüchtlinge sollten binnen zehn Tagen in den Raum Thessaloniki gebracht werden.
Griechenland hat Ende Februar 2016 bei der EU Finanzhilfen in Höhe von 70 Millionen Euro beantragt, um die Kosten für gegenwärtige und künftige Flüchtlingsströme zu kompensieren.
Das UN-Flüchtlingshilfswerk warf Nordmazedonien eine Verletzung des Völkerrechts vor, weil etwa 1000 Flüchtlinge wegen ihrer Nationalität nicht ins Land gelassen werden.